# William Henry Perkin (1838–1907)
Id. William Henry Perkin (Sir William Henry Perkin — London, 1838. március 12. – London, 1907. július 14.) angol vegyész, a róla elnevezett reakció fölfedezője, az ugyancsak vegyész ifj. William Henry Perkin apja.

## Élete
Egyetemi tanulmányait (ahogy apja is) a londoni Royal College of Science-ben végezte. Az intézményben maradva 1855-ben August Wilhelm von Hofmann asszisztense lett. 1859-ben megnősült; felesége Jemima Harriet Lissett lett. A család az azóta Londonhoz csatolt Sudbury-ben telepedett le; a gyerekek:
- ifj. William Henry Perkin és
- Arthur George Perkin.

már itt születtek.
Másodjára, 1866-ban Alexandrine Caroline Mollwót vette feleségül. Ebből a házasságból egy fia — Frederick Mollwo Perkin — és négy lánya született. Mindhárom fiúból vegyész lett.
Vakbélműtét után kapott tüdőgyulladás és egyéb szövődmények miatt hunyt el.

## Munkássága

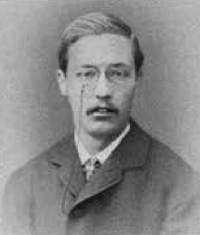
1862 körül

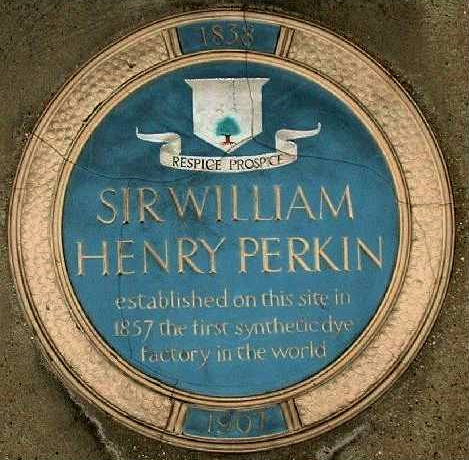
Gyárának emblémája

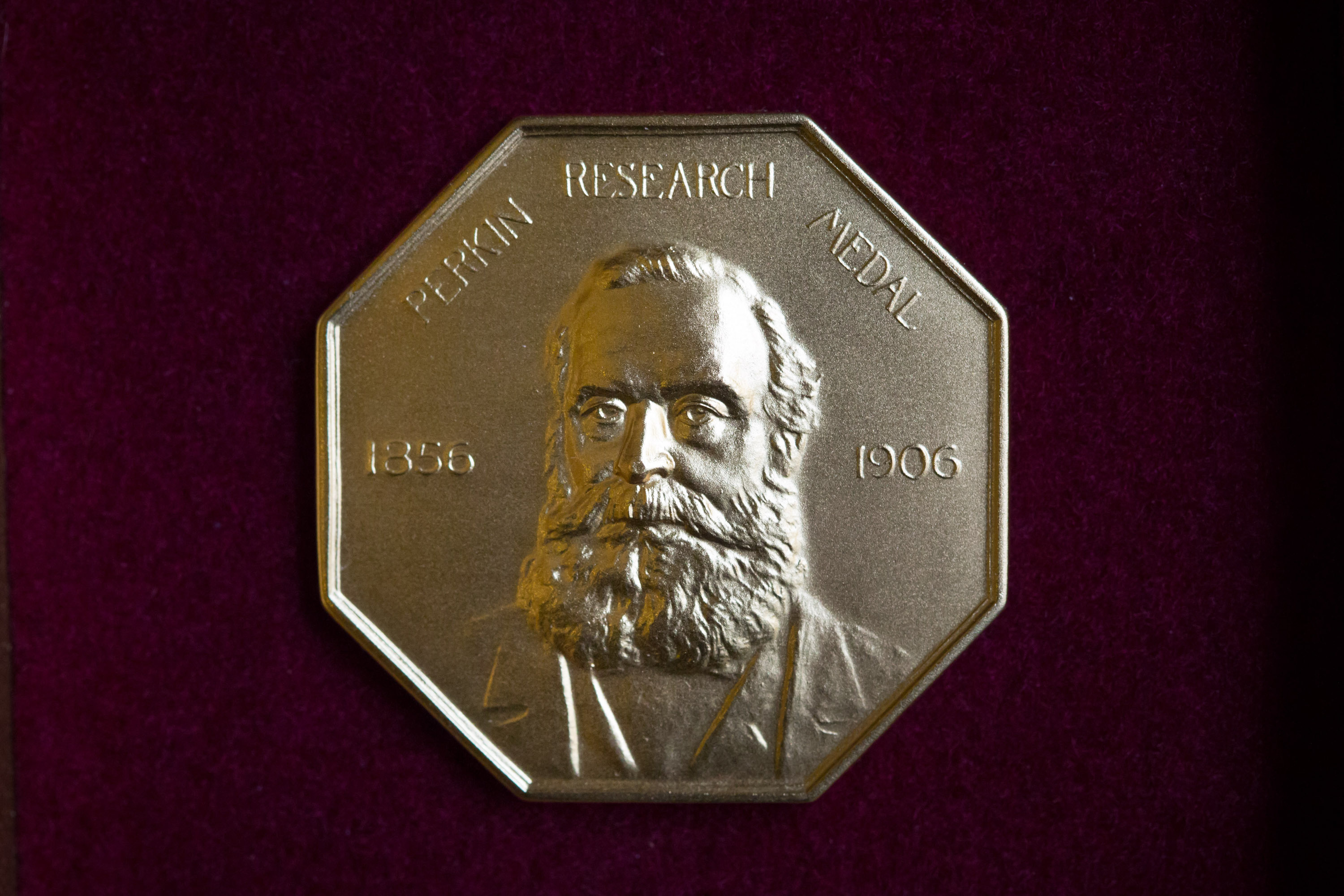
A Perkin-érem

Ő állított elő először egy egész sor festéket:
- anilinbíbor („mauvein” — ibolya, 1856),
- fukszin (1859 — ezt az előző évben, laboratóriumban egymástól függetlenül August Wilhelm von Hofmann, a francia Francois Emmanuel Verguin és a német Natanson is szintetizálta),
- alizarin (1868),
- antrapurpurin (1870),
- flavopurpurin (1870).

Felfedezéseit (elsőként a mauveint, 1856-ban) szabadalmaztatta, az új színezőanyagok tömeges elállítására a család gyárat alapított — ebből fejlődött ki a mai világcég Perkin-Elmer. A szabadalomban a mauvein Perkin-ibolya néven szerepelt.
Halogénezett karbonsavakból egy egész sor vegyületet sikerült előállítania:
- glicint (1858),
- almasavat (1860),
- borkősavat (1860).

Ugyancsak eljárásokat dolgozott ki több, mások által felfedezett anyag:
- kumarin (az első mesterséges illatanyag, 1868),
- kumaron (1870)

ipari szintézisére.
Ő fedezte fel a róla elnevezett reakciót, ami az α,β-telítetlen aromás karbonsavak (pl. fahéjsav) szintézisének egyik lehetséges eljárása.

### A mauvein és az anilinfestékek
Első és ettől legnevezetesebb szintetikus festékét mindössze 18 évesen állította elő, többé-kevésbé véletlenül. Főnöke, August Wilhelm von Hofmann a malária gyógyítására használt kinint (C20H24N2O2) szerette volna szintetizáltatni vele. Perkin előbb a C10H13N képletű allil-tuloidint próbálta krómsavval oxidálni, de nem járt eredménnyel. Ezután az anilin oxidálásával próbálkozott, és ehhez az anilint kénsavval és kálium-bikromáttal kezelte. A fekete, gyantás állagú reakciótermékben ragyogó lilásvörös kristályokat fedezett fel: Ez az anyag lett az anilinbíbor, amit Perkin szép lilás  színe  miatt eredetileg 'moveinnek (mályva) nevezett el. Előállítását 1856-ban  szabadalmaztatta. A magyarosan időnként „moveinnek” írt, fénynek, mosásnak ellenálló, selyem, gyapot és gyapjú festésére egyaránt használható új anyag az első szintetikus szerves festékként maradt meg a kémia történetében.
Az anilin vált az ún. anilinfestékek alapanyagává:
- anilinsárga (chrysanilin, mandarinsárga) salétromsavval kezelve (M. C. Mene, 1861);
- anilinkék (1861, Charles Girard és Georges de Laire savas közegben, 180 °C-on anilinfölösleggel,[1] illetve M. Rosenthiel, 1862 fukszinnal és benzoesavval összeolvasztva),[2]
- az anilinkéket  kénsavval melegítve kapjuk a Nilus-kéket (Nickolson, 1862),
- erélyes oxidációjával jutunk az anilin-feketéhez (Lighfoot 1863) stb.

Az olcsó, erősen színező, tömegesen előállítható anyagok kiszorítottak a piacról számos biogén szerves festéket (például a kármint). Gyártásuk vetette meg a tulajdonképpeni szerves vegyipar alapját. Az anilinfestékek dominanciája 1868, az alizarin szintetizálása után ért véget.

## Emlékezete
A Society of Chemical Industry amerikai tagozata 1906-ban, a mauvein felfedezésének 50. évfordulójára alapított a felfedezőről elnevezett és arcképével díszített Perkin-érmet — ezt először neki magának ítélték oda. Másodszor 1908-ban adták ki; azóta évenként.

## Fordítás
- Ez a szócikk részben vagy egészben  a   William Henry Perkin című angol Wikipédia-szócikk ezen változatának fordításán alapul.  Az eredeti cikk szerkesztőit annak laptörténete sorolja fel. Ez a jelzés csupán a megfogalmazás eredetét és a szerzői jogokat jelzi, nem szolgál a cikkben szereplő információk forrásmegjelöléseként.